# Refugi de la Vall del Riu
El refugi de la Vall del Riu és un refugi de muntanya de la Parròquia d'Ordino (Andorra) a 2.180m d'alçada i situat per sobre de les bordes entre el Bosc de la Mata i la costa del Bony Roig.

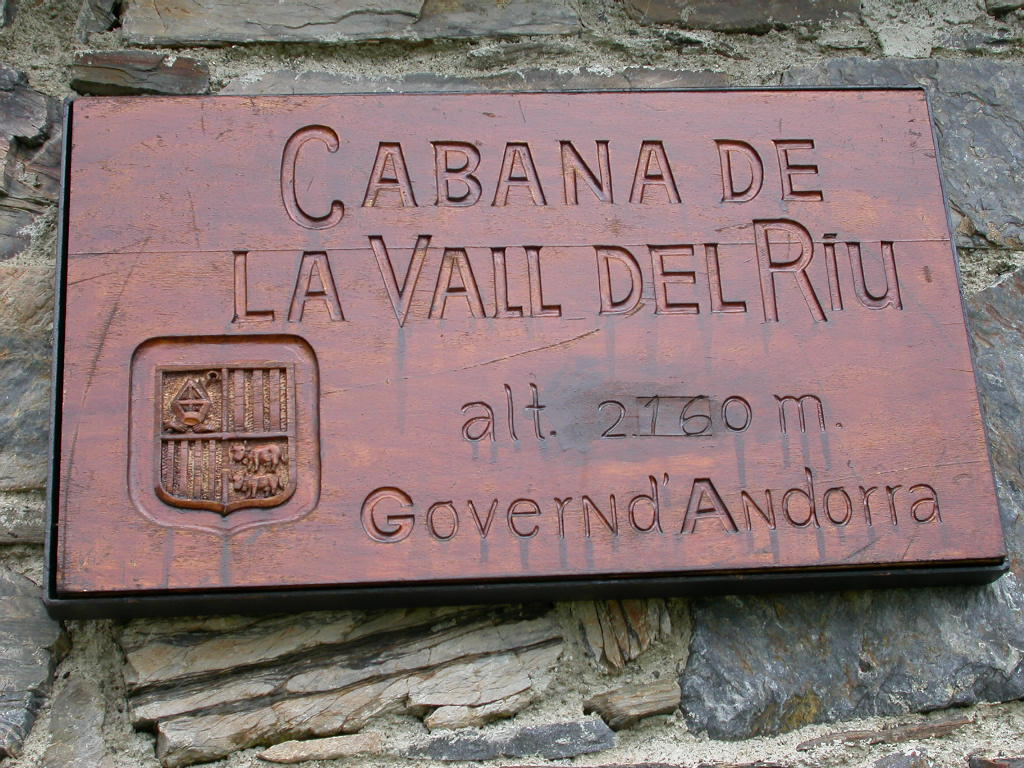
Placa identificativa a l'exterior.